# Telnice (ort i Tjeckien, Södra Mähren)
Telnice är en ort i Tjeckien.   Den ligger i regionen Södra Mähren, i den sydöstra delen av landet, 200 km sydost om huvudstaden Prag. Telnice ligger 196 meter över havet och antalet invånare är 1 296.
Terrängen runt Telnice är huvudsakligen platt, men åt sydväst är den kuperad.Runt Telnice är det ganska tätbefolkat, med 100 invånare per kvadratkilometer. Närmaste större samhälle är Brno, 13,1 km nordväst om Telnice. Trakten runt Telnice består till största delen av jordbruksmark.